# Renato Baldini
Renato Baldini (Roma, 18 de diciembre de 1921-ibídem, 5 de julio de 1995) fue un actor de cine italiano. Apareció en 87 películas entre 1950 y 1983. En 1950, su papel principal en Il mulatto de Francesco De Robertis fue otro punto culminante en su carrera, que hizo que el distinguido actor trabajara ocasionalmente para la televisión.

## Filmografía parcial
- È primavera... (1950)
- Il mulatto (1950)
- Persiane chiuse (1950)
- Il richiamo della tempesta (1950)
- Vedi Napoli e poi muori (1951)
- Luna rossa (1951)
- Carcerato (1951)
- La ciudad se defiende (La città si difende), por Pietro Germi (1951)
- Rosalba, la fanciulla di Pompei (1952)
- Delitto al luna park (1952)
- Dramma sul Tevere (1952)
- La leggenda del Piave (1952)
- Non ho paura di vivere (1952)
- La provinciale (1953)
- Teodora (1954)
- L'orfana del ghetto (1954)
- La grande speranza (1954)
- Napoli è sempre Napoli (1954)
- Foglio di via (1955)
- Dinanzi a noi il cielo (1957)
- Erode il grande (1958)
- Gagliardi e pupe (1958)
- Esther and the King (1960)
- Armi contro la legge (1961)
- La ragazza con la valigia (1961)
- Odio mortale (1962)
- Il figlio di Spartacus (1962)
- Gli invincibili sette (1963)
- Squillo (1964)
- I giganti di Roma (1964)
- La vendetta dei gladiatori (1964)
- Winnetou 2. Teil (1964)
- Unter Geiern (1964)
- Berlino: appuntamento per le spie (1965)
- L'uomo che viene da Canyon City (1965)
- La morte viene dal pianeta Aytin (1965)
- Una donna per Ringo (1966)
- Mister X (1967)
- Clint il solitario (1967)
- Gli altri, gli altri... e noi (1967)
- Carogne si nasce (1968)
- Sono Sartana, il vostro becchino (1969)
- La morte bussa due volte (1969)
- Una nuvola di polvere... un grido di morte... arriva Sartana (1970)
- Franco e Ciccio sul sentiero di guerra (1970)
- Ma chi t'ha dato la patente? (1970)
- In nome del popolo italiano (1971)
- Armiamoci e partite! (1971)
- Terza ipotesi su un caso di perfetta strategia criminale (1972)
- Il West ti va stretto, amico... è arrivato Alleluja (1972)
- ...e continuavano a mettere lo diavolo ne lo inferno (1973)
- Di Tresette ce n'è uno, tutti gli altri son nessuno (1974)
- Corruzione al palazzo di giustizia (1974)
- Un genio, due compari, un pollo (1975)
- Colpo in canna (1975)
- Sapore di mare 2 - Un anno dopo (1983)